# Vlag van Wognum

Vlag van de gemeente Wognum
(1979-2007)

Vlag van de gemeente Wognum
(1975-1979)

De vlag van Wognum is in 1979 vastgesteld als de gemeentelijke vlag van de Noord-Hollandse gemeente Wognum. Aanleiding tot de instelling van een nieuwe vlag was de fusie met Nibbixwoud. De vlag kan als volgt worden beschreven:
Zes diagonale banen van groen en blauw in de zin van de broekdiagonaal, met over het geheel een klimmende leeuw met een hoogte van 4/5 van de vlaghoogte, met in de rechterpoot een groene knoestige stok, alles als gele contouren.
De vlag was een gewijzigde uitvoering van de vlag uit 1975, waarbij de kleuren geel en blauw uit het wapen van Nibbixwoud in de vlag werden verwerkt.
Het gemeentelijk dundoek bleef tot 1 januari 2007 in gebruik, op die dag is de gemeente Wognum opgegaan in de gemeente Medemblik waardoor het gebruik als zodanig is komen te vervallen.

## Voorgaande vlag
Op 23 september 1975 nam de gemeente bij raadsbesluit een vlag aan die als volgt kan worden beschreven:
Zes diagonale banen van rood en zwart in de zin van de broekdiagonaal, met over het geheel in wit de contouren van een klimmende leeuw met een hoogte van 4/5 van de vlaghoogte, met in de rechterpoot een groene knoestige stok.
Deze vlag was een eerbetoon aan de familie Commandeur, die vier (en in 1976 uiteindelijk vijf) opeenvolgende burgemeesters van de gemeente had voortgebracht in de periode 1831-1975. Het symbool van deze familie was een groene knoestige commandeursstaf. De rode en zwarte banen lopen door de leeuw die daardoor voor zowel de rode als de zwarte leeuw uit het gemeentewapen staat, maar niet door de staf. De kleuren van de vlag zijn ontleend aan die van het gemeentewapen dat in 1964 was verleend.

## Verwante afbeeldingen

Wapen van Wognum (1964)
Wapen van Wognum (1980)
Wapen van Nibbixwoud

Akersloot
· Andijk
· Anna Paulowna 
· Assendelft 
· Beemster 
· Bennebroek 
· Blokker 
· Broek in Waterland 
· Bussum 
· Callantsoog 
· Edam 
· Egmond 
· Egmond aan Zee 
· Egmond-Binnen 
· Graft-De Rijp 
· 's-Graveland 
· Haarlemmerliede en Spaarnwoude 
· Harenkarspel 
· Heerhugowaard 
· Hensbroek 
· Hoogwoud 
· Ilpendam 
· Jisp 
· Krommenie 
· Langedijk 
· Limmen 
· Marken 
· Midwoud 
· Monnickendam 
· Muiden 
· Naarden 
· Nederhorst den Berg 
· Nibbixwoud 
· Niedorp 
· Noorder-Koggenland 
· Obdam 
· Opperdoes 
· Schermer 
· Schermerhorn 
· Schoorl 
· Sint Maarten 
· Terschelling 
· Terschelling en Vlieland 
· Twisk 
· Venhuizen 
· Vlieland 
· Warmenhuizen
· Weesp
· Wervershoof 
· Wester-Koggenland 
· Westwoud 
· Westzaan 
· Wieringen 
· Wieringermeer 
· Wijdewormer 
· Wognum 
· Wormer 
· Wormerveer 
· Zaandam 
· Zaandijk 
· Zeevang 
· Zijpe